# مقاطعة لامار (تكساس)
مقاطعة لامار (بالإنجليزية: Lamar  County)‏ هي إحدى المقاطعات في ولاية تكساس، الولايات المتحدة الأمريكية.

## أعلام
- ويليام أ. أوينز